# Archernis lugens
Archernis lugens là một loài bướm đêm trong họ Crambidae.